# 唐亮 (永樂進士)
唐亮，廣東承宣布政使司瓊州府瓊山縣東廂（今海南省海口市琼山区），明朝政治人物。

## 生平
唐舟之子。其父在衢州為官，唐亮因入常山縣學，永樂十五年（1417年）中丁酉科浙江鄉試舉人。永樂十六年（1418年）聯捷戊戌科進士，授直隸泗州判官，改詹事府主簿、又改王府奉祀。
仁宗即位，升直隸宁国府同知。